# Багратиони, Джибраил
Джибраил Багратиони (в России — царевич Гавриил Георгиевич) (13 августа 1788 — 29 февраля 1812) — грузинский царевич из царской династии Багратионов.

## Биография
Второй сын картли-кахетинского царя Георгия XII (1746—1800) от второго брака с княжной Мариам Георгиевной Цицишвили (1768—1850).
Ему было 13 лет в 1801 году, когда Российская империя присоединила Картли-Кахетинское царство. Русские власти считали царевича Джибраила недееспособным из-за искривления позвоночника. Его старший сын Михаил даже обращался к российскому императору Александру I с прошением о назначении пенсии Джибраилу, который страдал кифозом и не был годен к военной службе.

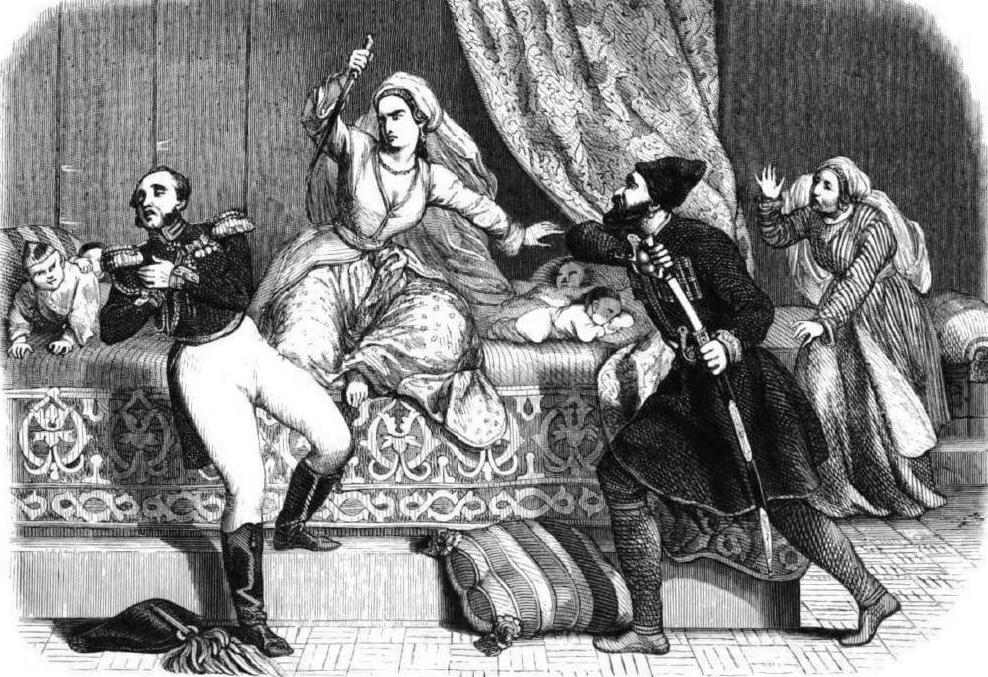
Арест русскими грузинской царицы Мариам. Гравюра Шарля Мишеля Жоффруа, 1845 г.

Царевич Джибраил сыграл роль в противостоянии между российской правительственной администрацией и царской семьей. Русский командующий в Тбилиси генерал Иван Петрович Лазарев получил приказ осуществить перемещение вдовствующей царицы Мариам Георгиевны и её детей в российские владения. 19 апреля 1803 года И. П. Лазарев прибыл в царский дворец в Тбилиси, где был зарезан самой царицей. В одном из докладов городской комендант майор Саакадзе сообщал генералу Павлу Цицианову, что царевич Джибраил виновен в этом инциденте. В отчет было написано, что молодой царевич и его сестра Тамара с кинжалами в руках угрожали русским офицерам, сопровождавшим Лазарева, который был зарезан царицей Мариам. Царевич Джибраил был разоружен, арестован и депортирован в Санкт-Петербург, где он прожил до конца своей жизни.
11 июня 1809 года награждён орденом Святой Анны 1 степени.
В феврале 1812 года 23-летний Джибраил Георгиевич скончался в Санкт-Петербурге и был похоронен в Александро-Невской лавре. Он не был женат и не оставил после себя детей.